# Eric Wieschaus
Eric Frank Wieschaus (South Bend, 8 giugno 1947) è un biologo statunitense, vincitore, insieme a Christiane Nüsslein-Volhard ed Edward Bok Lewis, del premio Nobel per la medicina nel 1995, «per le scoperte sul controllo genetico delle fasi precoci dello sviluppo embrionale».

## Carriera
Nato a South Bend, in Indiana, frequentò la John Carroll Catholic High School di Birmingham, in Alabama, prima di iscriversi alla University of Notre Dame, dove si laureò in biologia e all'Università di Yale, presso la quale conseguì il dottorato. Nel 1978 iniziò a lavorare presso il Laboratorio europeo di biologia molecolare di Heidelberg, in Germania. In seguito, nel 1981, si trasferì all'Università di Princeton. Dal 2005 è Squibb Professor di biologia molecolare presso la medesima università, e professore aggiunto di biochimica presso la University of Medicine and Dentistry of New Jersey.

## Studi
Gli studi di Wieschaus si concentrano sullo studio dell'embriogenesi della Drosophila melanogaster (o "moscerino della frutta"), in particolar modo nelle sue fasi iniziali. Gran parte del materiale genetico utilizzato dall'embrione a questo stadio è già presente nell'uovo non fertilizzato ed è prodotto per trascrizione materna durante l'ovogenesi, mentre la restante parte è comunque il prodotto della trascrizione che avviene all'interno dell'embrione stesso. Wieschaus ha studiato in particolare questi geni, nella convinzione che lo schema spaziale e temporale della loro trascrizione fosse in grado di mostrare i meccanismi che controllano la sequenza normale dello sviluppo genetico.

## Vita privata
Wieschaus ha tre figlie ed è sposato con la biologa molecolare Gertrud Schüpbach, anch'ella insegnante a Princeton.